# Triepeolus brunnescens
Triepeolus brunnescens är en biart som beskrevs av Cockerell och Sandhouse 1924. Triepeolus brunnescens ingår i släktet Triepeolus och familjen långtungebin. Inga underarter finns listade i Catalogue of Life.